# Agromyza
Agromyza là một chi ruồi trong họ Agromyzidae. Ấu trùng của các loài này hầu hết là sâu cuốn là trên nhiều loài thực vật, mặc dù một vài loài tiết mật. Một số loài là côn trùng gây hại.

## Hình ảnh

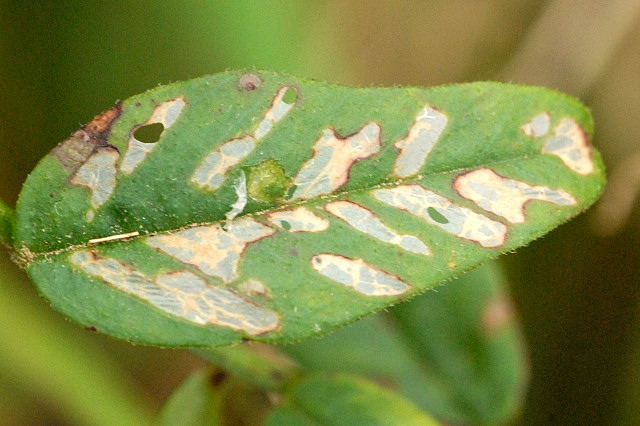

## Các loài
Các loài bao gồm:
- Agromyza albipennis
- Agromyza ambigua
- Agromyza apfelbecki
- Agromyza cinerascens
- Agromyza drepanura
- Agromyza frontella
- Agromyza intermittens
- Agromyza luteitarsis
- Agromyza megalopsis
- Agromyza nana
- Agromyza nigrella
- Agromyza nigrociliata
- Agromyza oryzae
- Agromyza parvicornis
- Agromyza rondensis
- Agromyza yanonis